# Бермудський трикутник

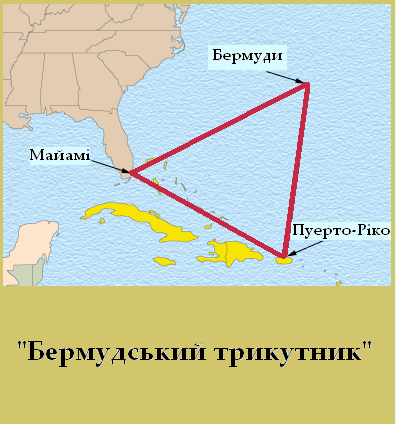
Приблизне розташування Бермудського трикутника.

Берму́дський трику́тник — назва, що зазвичай вживається до території в Атлантичному океані, котра утворює трикутник із вершинами у Бермудських островах, Пуерто-Рико і південній Флориді (США) площею 4 тис. км². Поширена легенда, що в цих межах «за незвичайних обставин» зникли багато суден і літаків.

## Розвиток теми

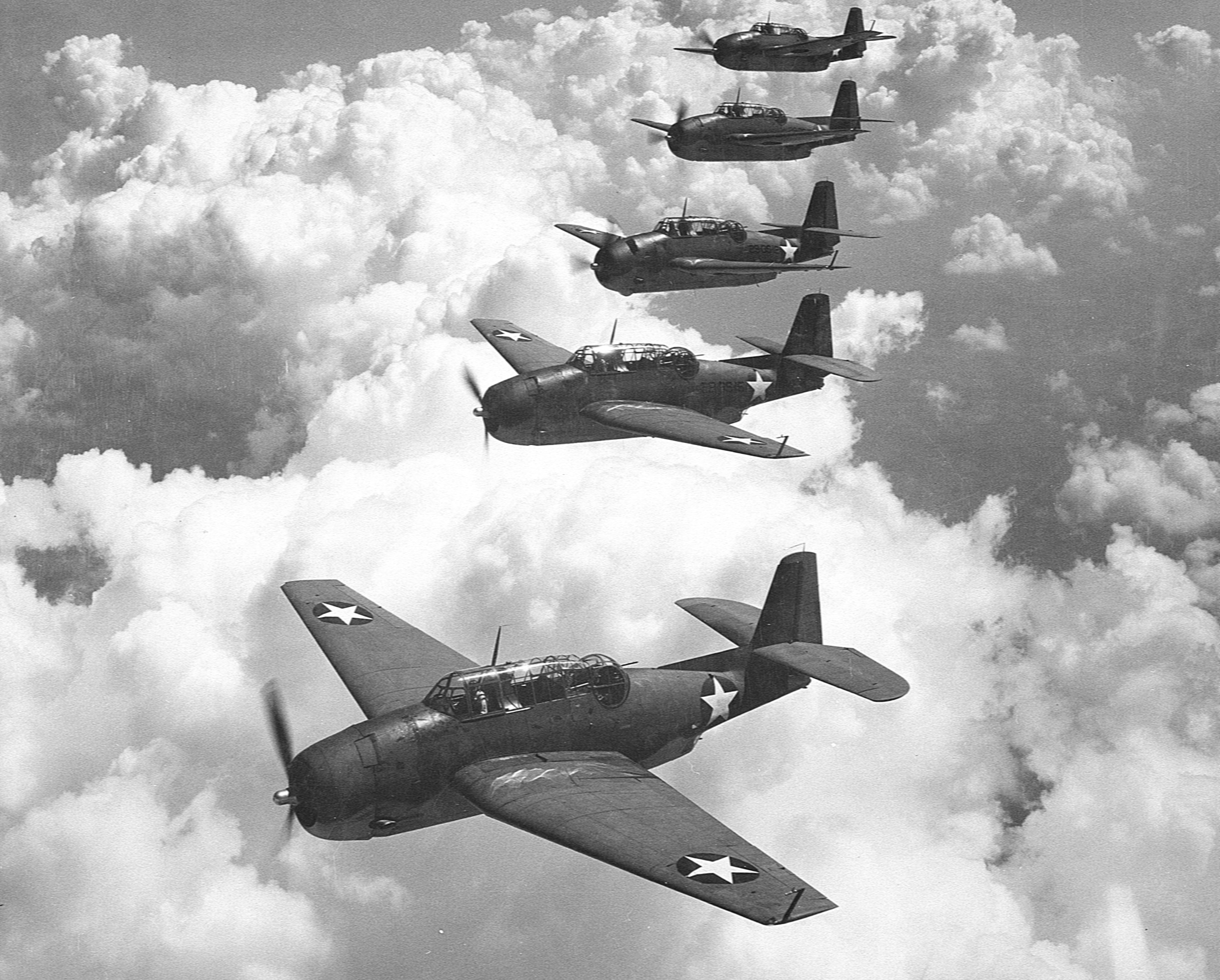
Зникнення ланки таких торпедоносців-бомбардувальників «Евенджер» 5 грудня 1945 року посприяло популярності теми Бермудського трикутника.

Найраніше припущення про незвичайні зникнення транспорту в районі Бермудських островів з'явилася в статті Едварда Ван Вінкла Джонса для газети «The Miami Herald» 17 вересня 1950 року. Через два роки журнал «Fate» опублікував замітку Жорж Санд про втрату кількох літаків і кораблів у тому ж регіоні, включаючи виліт 19 — групу з п'яти торпедоносних літаків ВМС США на навчальному вильоті. В цій статті вперше було окреслено трикутну зону, де сталися втрати. Санд першою припустила надприродний елемент у зникненні вильоту 19. Саме цей виліт згадувався в квітневому номері журналу «American Legion» за 1962 рік. Автор Аллан В. Екерт писав про повідомлення одного з пілотів, нібито вода стала зеленою, а також приписав чиновнику слідчої комісії ВМС слова, що літаки «полетіли на Марс».
У лютому 1964 року Вінсент Геддіс написав статтю під назвою «Смертельний Бермудський трикутник» у журналі «Argosy», де стверджував, що виліт 19 та інші зникнення були частиною серії дивних подій біля Бермудських островів, відомих з XIX століття. Наступного року Геддіс розширив цю статтю до книги «Невидимі горизонти». В ній докладно описано випадки таємничих зникнень літаків і суден, зокрема випадок із зникненням групи з 5-ти літаків ВПС США. Книга стала бестселером і спричинила появу багатьох версій, що тлумачили ці випадки, серед них — напади велетенських морських істот, втручання іншопланетних сил, прояв іншого виміру, викиди природного газу.
Американський письменник Чарльз Берліц у 1974 році популяризував Бермудський трикутник однойменною книгою. Він намагався пов'язати Бермудський трикутник з Атлантидою та прагнув довести це, організовуючи експедиції в Атлантичний океан. Саме після виходу цієї книги тема Бермудського трикутника досягнула піку популярності.

## Пояснення інцидентів

### Паранормальні
Автори літератури про Бермудський трикутник пропонували ряд надприродних пояснень тамтешніх зникнень. Одне з пояснень покладає провину на технології, що лишилися від цивілізації міфічної Атлантиди. Іноді з історією Атлантиди в цьому контексті пов’язується дорога Біміні біля острова Біміні на Багамах. Послідовники Едгара Кейсі сприймають його прогноз, що докази існування Атлантиди будуть знайдені в 1968 році, як посилання на відкриття дороги Біміні.
Деякі гіпотези припускають, що в районі Бермудського трикутника існує прохід у паралельний світ, що викривлює час і простір, або затягує об’єкти, посилаючись на свідчення пілота Брюса Гернона, котрий описував вимкнення електроніки свого літака та швидше прибуття в місце призначення, ніж очікував.
Поширене пояснення, нібито зниклі в Бермудському трикутнику кораблі, літаки та люди були викрадені іншопланетянами.

### Раціональні

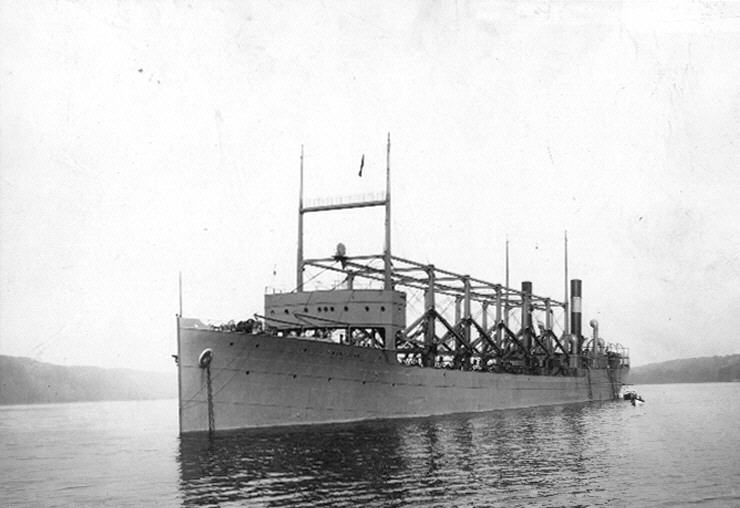
Корабель «Циклоп», який за розповідями зник у Бермудському трикутнику, був знайдений поблизу північноамериканських берегів.

#### Хибна статистика
Скептики пояснюють, що в Бермудському трикутнику частота випадків зникнення транспортних засобів прямо залежна від напруженості руху. Оскільки через регіон рухається багато транспорту, то і частка інцидентів вища, ніж навколо. Пошуки зниклого транспорту ускладнює велика глибина океану — понад 5 км на більшості території трикутника. Лейтенант А. Л. Рассел у офіційній відповіді берегової охорони США щодо Бермудського трикутника писав: «Наш досвід свідчить, що щорічні поєднання сил природи та непередбачуваності людства в багато разів перевершують науково-фантастичні історії».
Ларрі Куше, автор книги «Таємниця Бермудського трикутника: вирішена» (1975), виявив, що Геддіс та Берліц перебільшували та перекручували факти, а місцями посилалися на розповіді, які неможливо перевірити. Наприклад, Берліц вказував серед «таємничих зникнень» зникнення яхтсмена Дональда Кроугерста, що насправді було пов'язане з авантюрою щодо організації перегонів. Іншим прикладом був корабель «Циклоп», про який Берліц розповів, що той безслідно загубився за три дні після виходу з порту в Атлантичному океані, тоді як насправді він зник у Тихому океані. Частина інцидентів, описаних Берліцем, сталася за межами Бермудського трикутника, а деяким автор приписував вигадані деталі, як-от спокійна погода, коли насправді був шторм. Деякі зі «зникнень» виявилися просто запізненнями. Підбиваючи підсумки, Куше встановив, що кількість зниклих у Бермудському трикутнику кораблів і літаків не була пропорційно більшою, ніж у будь-якій іншій частині світового океану. Тож легенда про Бермудський трикутник, за висновком Куше, — це сфабрикована таємниця.
Згідно зі звітом Всесвітнього фонду дикої природи 2013 року, води в районі Бермудського трикутника не увійшли навіть у десятку місць, де найчастіше стаються корабельні аварії.

#### Погода та кліматичні умови
Течія Гольфстрим складає опосередковану небезпеку, оскільки вона доволі швидка (до 2,5 м/с). Якщо корабель чи приводнений літак дрейфує в ній, то останні повідомлені координати можуть швидко стати хибними і тим самим ускладнити пошуки. В поєднанні з тропічними штормами це зумовлює, що багато впалих літаків і затонулих кораблів так і не було знайдено.
В 2023 році, після 40 років спостереження в ході Бермудського атлантичного дослідження часових рядів (BATS), вчені помітили, що Атлантичний океан, який оточує Бермудські острови, нагрівається і втрачає кисень, а вода стає все більш солоною і кислою. Так, рівень кислотності океану зріс на 30 %, що впливає на здоров’я тварин, наприклад здатність організмів підтримувати свої раковини
.

#### Магнітні аномалії
Магнітні аномалії можуть впливати на показники компасів, спричиняючи збивання транспорту з курсу. Втім, таких аномалій у Бермудському трикутнику не знайдено.

#### Гідрат метану
Див. Метанові сипи
Природні викиди гідратів метану на континентальних шельфах є одним з реалістичних пояснень інцидентів у Бермудському трикутнику. Лабораторні експерименти, проведені в Австралії 2003 року, довели, що бульбашки метану зменшують щільність води, що може спричинити раптове потоплення корабля.
За даними Геологічної служби США, великі поклади підводних гідратів метану існують по всьому світі, включаючи район Блейк-Рідж, біля узбережжя південного сходу США, що включає Бермудський трикутник. Однак у Бермудському трикутнику за останні 15 000 років не відбулося великих викидів газових гідратів. Збільшення рівня світового океану з кінця останнього зледеніння унеможливило викиди такого масштабу, щоб потопити кораблі.

## У масовій культурі
На честь Бермудського трикутника названо альбом британського рок-гурту Fleetwood Mac «Bermuda Triangle» (1974) і пісня «Bermuda Triangle» (1980) Баррі Манілова.
Бермудський трикутник отримав відображення в документальних фільмах «Трикутник диявола» (1974), «Таємниця Бермудського трикутника» (1979), а також в епізоді документального серіалу про таємниці «У пошуках…» (1977).
Це місце фігурує в фільмі жахів «Сатанинський трикутник» (1975), фільмі-катастрофі «Аеропорт 77» (1977), супергероїчному фільмі про Диво-жінку «Криза Бермудського трикутника» (1977), фантастичній драмі «Бермудські глибини» (1978) та епізоді «Жахливий клубок у Бермудському трикутнику» (1978) мультсеріалу «Скубі-Ду». Пізніше про Бермудський трикутник було знято містичні й фантастичні фільми «Бермудський трикутник» (1996), «Загублені у Бермудському трикутнику» (1998), «Остання подорож» (2001), «Трикутник» (2001 і 2005), «Люті акули» (2005), «Битва в пустелі» (2008), «Бермудські щупальця» (2014). Комедійне відображення тема отримала в фільмі «Земля, забута часом» (2008).
Пригодам групи осіб, що потрапили на острів у Бермудському трикутнику, де перетинаються епохи, присвячений серіал NBC «Фантастична подорож» (1977). Бермудський трикутник є місцем дії мультсеріалу «Зак Шторм» (2016).
У 1976 році, в США видавалася настільна гра «The Bermuda Triangle Board Game».
Доволі рано тема була зображена і у відеоіграх. Найраніша — Bermuda Triangle (1982) для Atari 2600. В Бермудському трикутнику відбувається дія гри Dark Void (2010).